# Tattva Viveka
Tattva Viveka – Zeitschrift für Wissenschaft, Philosophie und spirituelle Kultur ist der Name einer vierteljährlich erscheinenden Zeitschrift, die im Spektrum der Spiritualität und des New Age angesiedelt ist.
Die Zeitschrift erscheint viermal jährlich. Sie hat nach Eigenangaben eine Druckauflage von zirka 3200 Exemplaren Print und 1000 als ePaper.

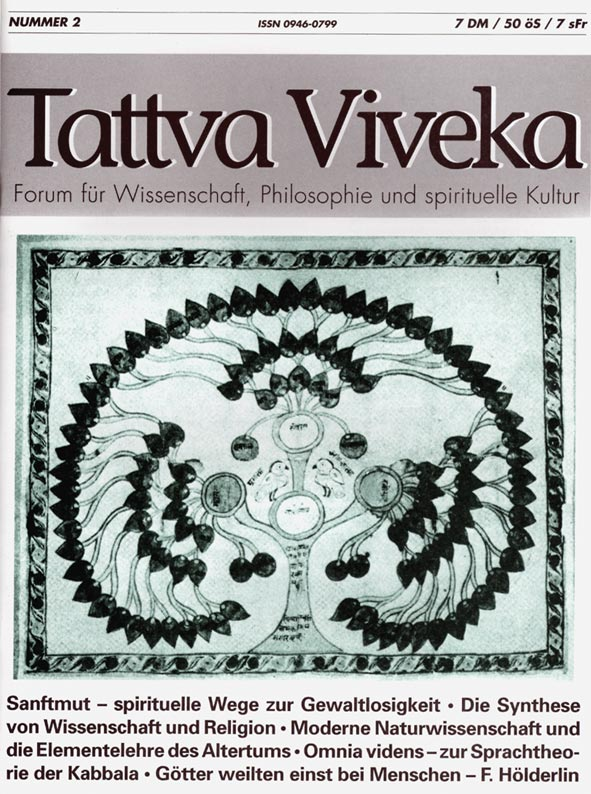
Titelseite der Ausgabe 2 aus dem Jahr 1994

## Geschichte
Tattva Viveka wurde 1994 von Ronald Engert und Marcus Schmieke in Frankfurt am Main gegründet. Der Sanskrit-Begriff tattva bedeutet Wahrheit, viveka bedeutet Unterscheidungsvermögen. Der Name bedeutet somit sinngemäß übersetzt „Die Unterscheidung von Wahrheit und Illusion“.
Die Redaktion hatte ihren Sitz von 1994 bis 1996 in Frankfurt am Main. Von 1996 bis 1998 befand sie sich auf Schloss Weißenstein auf der Schwäbischen Alb, wo einer der Gründer, Marcus Schmieke, die Veden-Akademie aufbaute, Anlaufpunkt für spirituell und esoterisch Kreative, insbesondere aus den Bereichen Veden, alternative Medizin und Freie Energie.
Von 1998 bis 2001 war die Redaktion in Darmstadt beheimatet, von 2001 bis 2011 in Bensheim. 2006 wurde die Erscheinungsweise von dreimal auf viermal jährlich erhöht. Seit 2011 befindet sich die Redaktion der Tattva Viveka in Berlin.

## Inhalte
Zum Themenspektrum gehören Veröffentlichungen über östliche und westliche Religionen, Kosmologie, Mythenforschung und Quantenphysik.